# Benton Ridge
Benton Ridge – wieś w USA, w stanie Ohio, w hrabstwie Hancock.
Liczba mieszkańców w 2000 roku wynosiła 315.